# Susanna e le giubbe rosse
Susanna e le giubbe rosse (Susannah of the Mounties) è un film statunitense del 1939 diretto da Walter Lang e William A. Seiter.
Esso si basa sull'omonimo libro per bambini (Susannah of the Mounties) del 1936 della scrittrice canadese Muriel Denison.